# Catigny
Catigny ist eine französische Gemeinde mit 179 Einwohnern (Stand: 1. Januar 2022) im Département Oise in der Region Hauts-de-France (vor 2016 Picardie). Sie gehört zum Kanton Noyon (bis 2015 Guiscard) und zum Gemeindeverband Pays Noyonnais. 

## Geografie
Catigny liegt im Pays Noyonnais etwa 42 Kilometer nordnordöstlich von Compiègne am Canal du Nord. Umgeben wird Catigny von den Nachbargemeinden Écuvilly im Norden und Nordwesten, Campagne im Norden und Nordosten, Bussy im Osten und Südosten, Sermaize im Süden, Lagny im Südwesten sowie Candor im Westen.

## Bevölkerungsentwicklung
| Jahr                      | 1962 | 1968 | 1975 | 1982 | 1990 | 1999 | 2006 | 2013 |
| ------------------------- | ---- | ---- | ---- | ---- | ---- | ---- | ---- | ---- |
| Einwohner                 | 186  | 193  | 181  | 191  | 199  | 182  | 192  | 197  |
| Quelle: Cassini und INSEE |      |      |      |      |      |      |      |      |

## Sehenswürdigkeiten

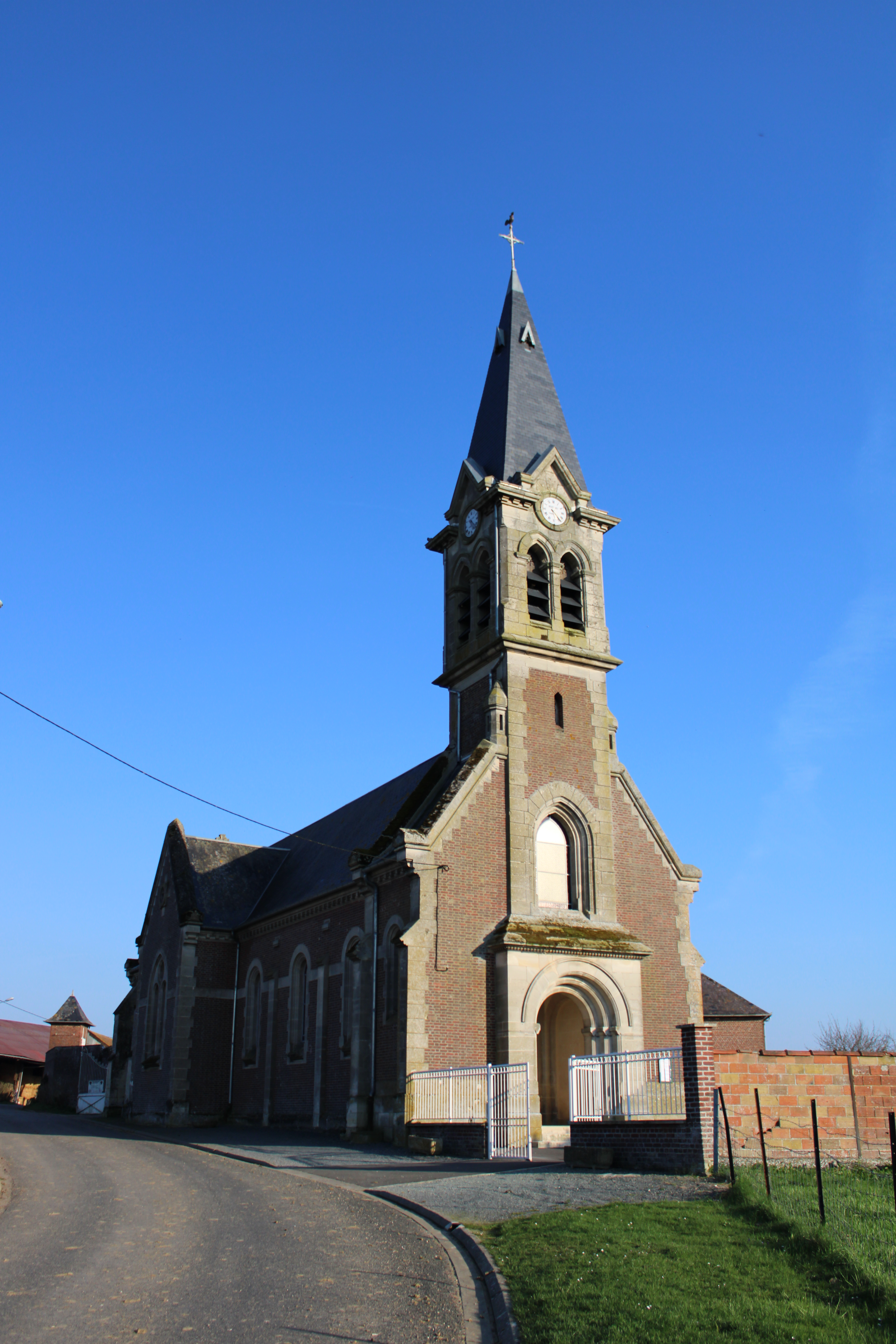

- Kirche